# Humblus
Humblus, Humbli o Humble, según Saxo Grammaticus en su Gesta Danorum, fue uno de los primeros reyes legendarios de la protohistoria de Dinamarca durante los primeros siglos de la Era cristiana. Humblus era hermano de Lotherus, ambos hijos de Danus y la matriarca Grytha, muy reverenciada entre los teutones. Dice la leyenda que entre los antiguos existía la tradición de elegir rey jurando sobre unas piedras plantadas en el suelo y Humblus fue elegido, pero su hermano Lotherus llevaba la malicia consigo y fue a la guerra para obtener el poder, obligando a vender la corona a su hermano a cambio de su vida, la única salida que le ofreció tras su derrota.
El juramento de las piedras para escoger un rey se repite en las fuentes escandinavas como presenta Chronicon Lethrense y la Historia de Suecia de Olaus Magnus.
Humblus puede ser el mismo rey Humli de la saga Hervarar.
La leyenda cita a Humblus como descendiente de Danus, patriarca de todos los daneses.